# Lohmühle (Wegberg)
Die Lohmühle war eine Wassermühle mit unterschlächtigem Wasserrad in Nordrhein-Westfalen.

## Geographie
Die heutigen Gebäude der Lohmühle haben ihren Standort in der Straße Zur Lohmühle im  Ortsteil Bissen in der Mittelstadt Wegberg im Kreis Heinsberg. Der Mühle vorgelagert waren zwei kleine Weiher. Der Standort der Mühle weist eine Höhe von 66 m über NN auf. Ein Brand im Jahre 1964 vernichtete  das Gebäude samt Mühleneinrichtung. Das Gebäude wurde wieder aufgebaut.
Die Lohmühle liegt auf der linken Seite der Schwalm. Die Schwalmquelle ist in einer Entfernung von 5,3 km in Genhof, einem Ortsteil der Stadt Erkelenz.

## Geschichte
Die Lohmühle wurde in der Franzosenzeit um 1800 als Stampfloh-Mühle erbaut. Produkte dieser Mühle waren Gerberlohe, Knochenmehl, Speiseöl und Backmehl. Es gab jedoch eine behördliche Auflage, dass nicht gleichzeitig Ölpresse und Knochenstampfmühle betrieben werden durften.  Die Speiseölherstellung wurde bis 1948 durchgeführt, die Mehlproduktion fand 1960 ein Ende. Die Mühle wurde unterschlächtig betrieben und hatte zwei kleine vorgelagerte Mühlenteiche. Die Gebäude brannten 1964 samt Mühleneinrichtungen nieder. Die Gebäude wurden wieder instand gesetzt.

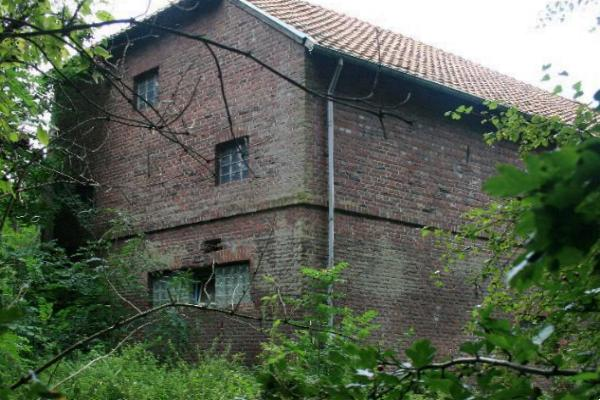
Das Mühlengebäude
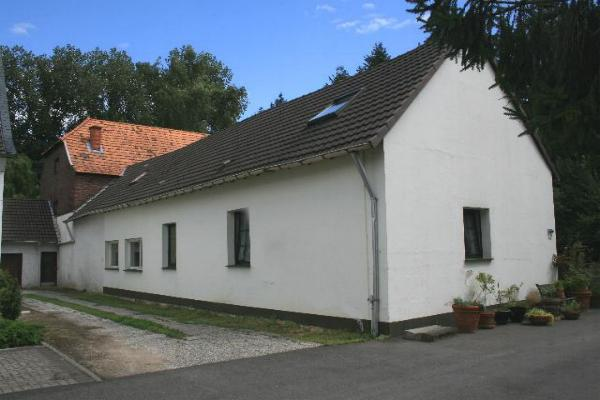
Das Wohngebäude